# Metro de Bari
La ciudad de Bari se sirve de dos sistemas de ferrocarril urbano: el servicio ferroviario metropolitano gestionado desde la Ferrotramviaria y el servicio metropolitano de Trenitalia.

## El servicio ferroviario metropolitano (Ferrotramviaria)
El servicio ferroviario metropolitano de Bari (o brevemente ferrovia metropolitana de Bari), en apulo-barese u metró, es un servicio ferroviario urbano ejercido desde la Ferrotramviaria, que conecta la estación de Bari Central al distrito San Paolo. 
En los esquemas de la red de la Ferrotramviaria, la línea es indicada cómo FM1, acrónimo de Ferrovia Metropolitana 1.

## Historia
En el 1999 el consejo de Bari aprobó un plan de reorganización ferroviaria, incluyendo la construcción de algunas líneas ferroviarias urbanas. 
El primero trabajo completado fue la así llamada metropolitana San Paolo, una ramificación de la ferrovia Bari-Barletta directa al distrito San Paolo.
La línea fue inaugurada en el 24 de junio del 2008 y abierta en el 22 de diciembre del mismo año.

## Características
Los trenes que operan en la FM1 parten desde la estación de Bari Central de la Ferrotramviaria, adyacente al homónima estación FS, y pasan por el primero tramo de la línea Bari-Barletta, tocando las paradas urbanas de Quintino Sella, Brigata Bari y Francesco Crispi; esta sección es de una sola pista. 
A la estación de Fesca-San Girolamo comienza la trata de nueva construcción, en viaducto y de doble vía; después la parada de Tesoro, colocada en el viaducto, la línea caídas al plan de campaña y se entierra, tocando las paradas subterráneas de Cittadella della Polizia y San Gabriele, hasta la estación terminal de Ospedale San Paolo.
La longitud total de la línea FM1 es de 9,286 km. El servicio provee un tren cada 40 minutos. Son utilizados los Trainsetos ELT 200 (semejantes a los Alstom Coradia), los únicos en grado de servir las estaciones de la trata nueva, caracterizada por aceras elevadas.
- Datos: Q1642213
- Multimedia: Bari metropolitan railway service / Q1642213